# Giga Wing 2
Giga Wing 2 är ett Shoot 'em up-spel som släpptes till Segas NAOMI arkadsystem år 2000 och till Dreamcast 2001. Spelet utvecklades av Takumi och distribuerades av Capcom i både Japan och Nordamerika.